# Dolby 3D
Dolby 3D (anteriorment conegut com a Dolby 3D Digital Cinema) és el nom de màrqueting pel sistema de Dolby Laboratories, Inc. per mostrar imatges cinematogràfiques tridimensionals en un cinema digital.

## Tecnologia utilitzada
Dolby 3D utilitza un projector Dolby Digital Cinema que pot mostrar pel·lícules en 2D i 3D.
Per a presentacions en 3D, es col·loca una roda de color alternativa al projector. Aquesta roda de color conté un conjunt de filtres vermells, verds i blaus, a més a més dels filtres vermells, verds i blaus que es troben en una roda de color típica. El conjunt addicional de tres filtres són capaços de produir la mateixa gamma de color que els tres filtres originals, però transmeten la llum a diferents longituds d'ona. Es fan servir ulleres amb filtres dicroics complementaris a les lents, que filtren una o una altra de les tres longituds d'ona lleugeres. D'aquesta manera, un projector pot mostrar simultàniament les imatges estereoscòpiques a l'esquerra i la dreta. Aquest mètode de projecció estereoscòpica s'anomena visualització multiplexada de longitud d'ona, i va ser creat per Infitec. Els filtres dicroics en les ulleres Dolby 3D són més cars i més fràgils que la tecnologia de les ulleres que s'utilitzen en sistemes de polarització circular com RealD Cinema o sistemes de polarització lineal com Digital IMAX i no són considerades d'un sol ús. No obstant això, un avantatge important de Dolby 3D en comparació amb RealD és que Dolby 3D funciona amb pantalles de projecció convencionals. Dolby 3D també produeix una imatge 3D més brillant i més nítida que RealD i es pot veure còmodament a les pantalles de cinema a l'aire lliure.